# Gantry Plaza State Park

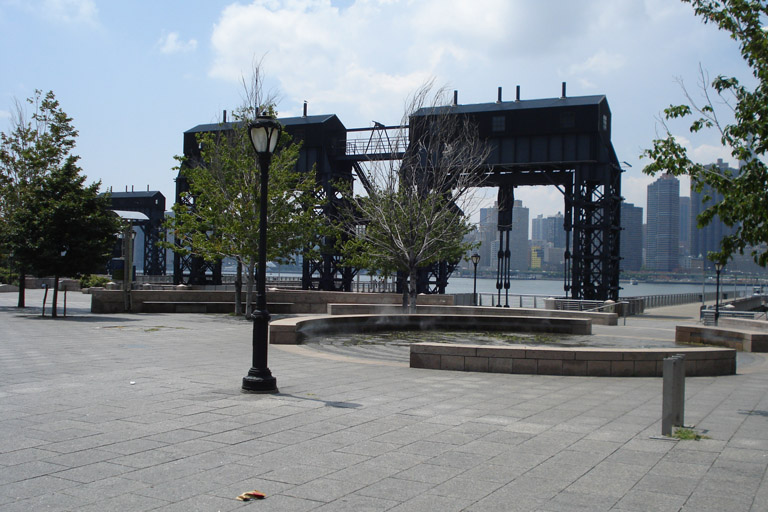
Der Gantry Plaza State Park

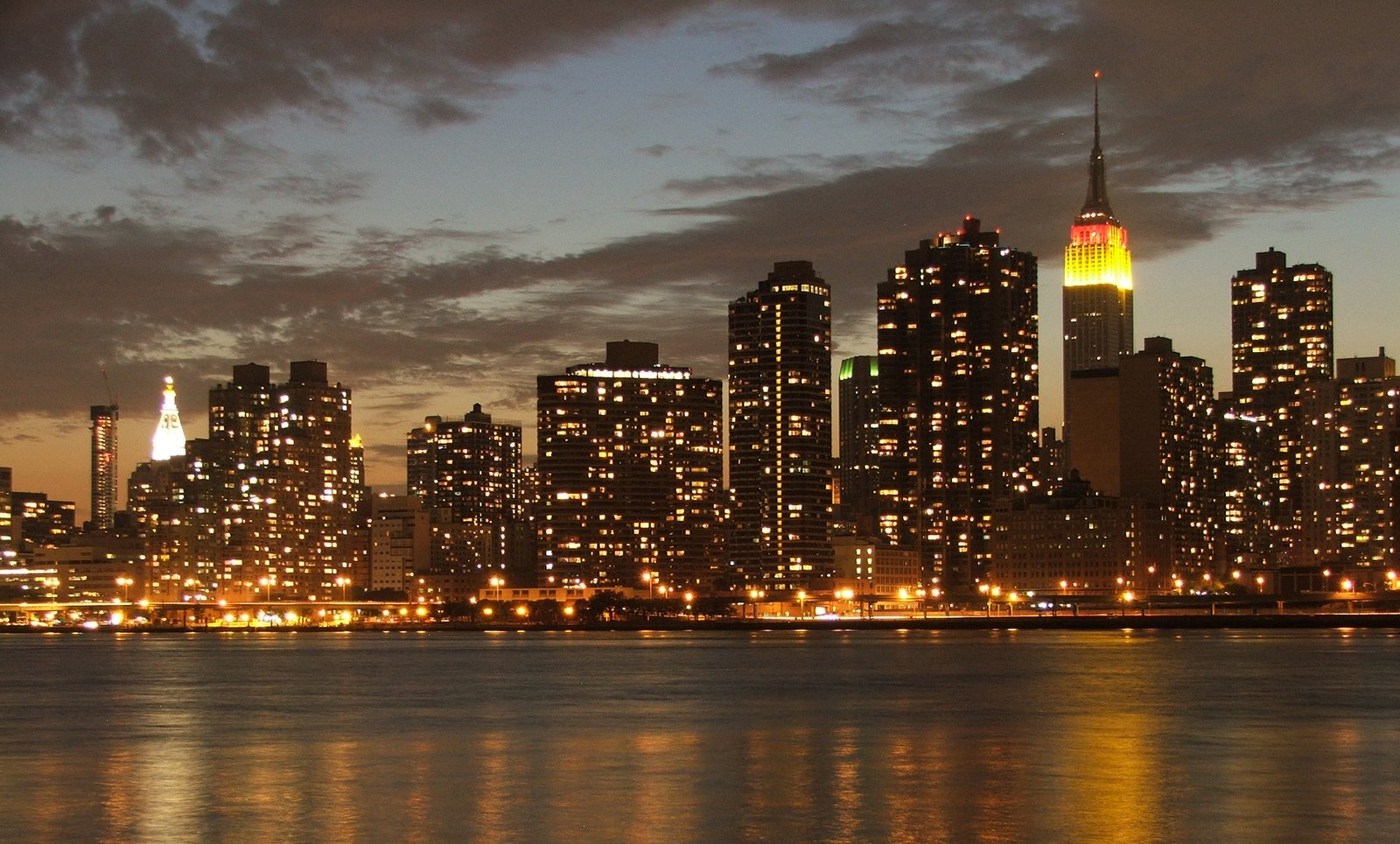
Nächtlicher Blick auf Manhattan

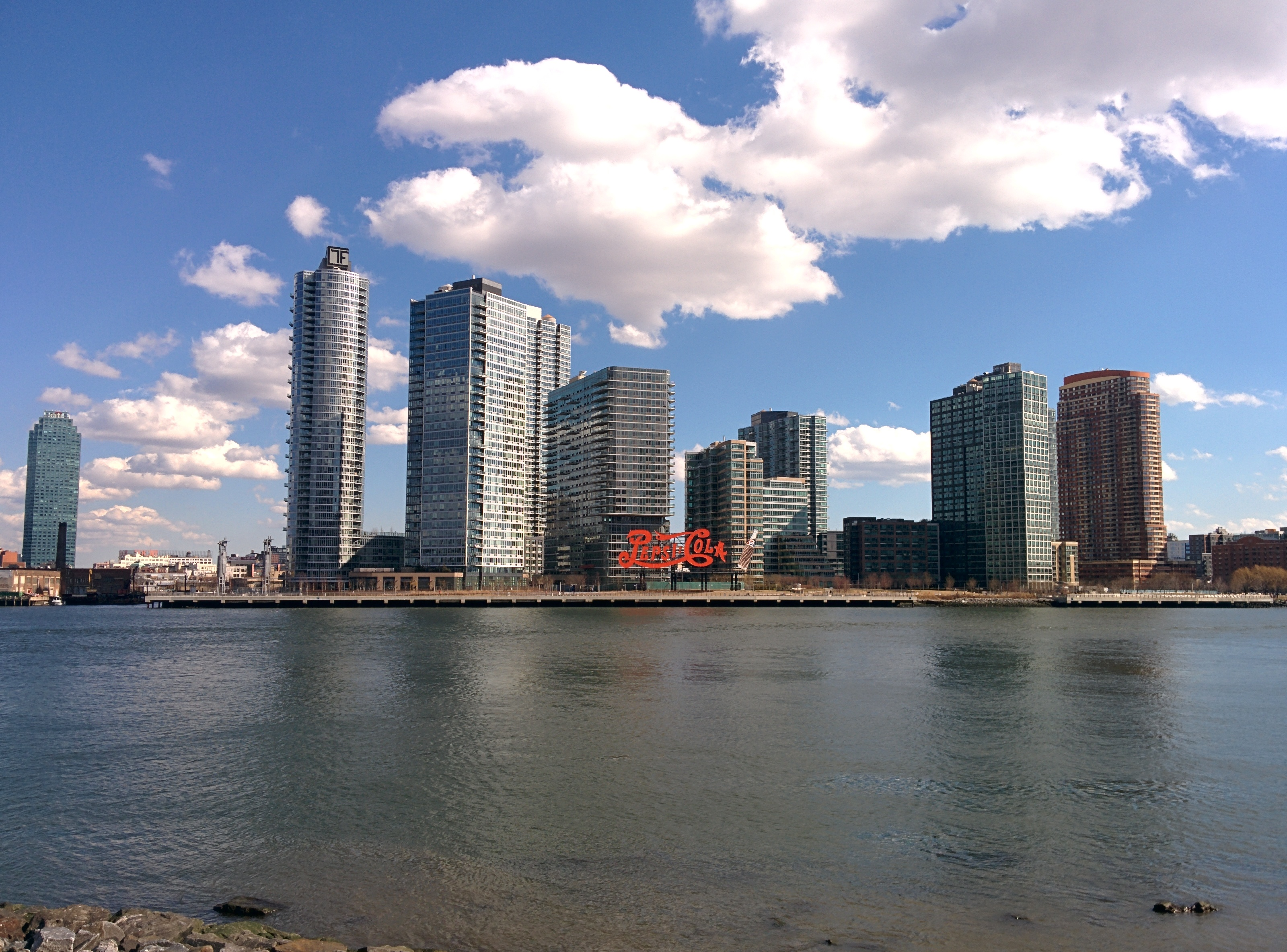
Pepsi-Schild im Gantry Plaza State Park von Roosevelt Island aus gesehen

Der Gantry Plaza State Park ist ein in New York City gelegener State Park. Der Park liegt an der Westseite Queens’ am East River und bietet einen guten Blick auf das gegenüber liegende Manhattan.

## Geschichte
Der ursprünglich etwa zehn Hektar große Park wurde im Mai 1998 eröffnet und im Juli 2009 um sechs Hektar erweitert. Der südliche Teil des Parks ist aus einem alten Hafengelände entstanden, noch heute befinden sich hier mehrere Portalkrane.
Vor dem Bau des Parks stand im Nordteil des heutigen Areals eine Pepsi-Abfüllanlage.
Innerhalb des Parks befinden sich zahlreiche Sitzgelegenheiten, Angelpiere und eine Promenade. Das noch von der Produktionsstätte von Pepsi übrig gebliebene 37 lange und 18 Meter hohe Pepsi-Werbeschild, das sich früher auf der Produktionshalle befunden hatte, wurde im Park wieder aufgestellt und ist heute das Wahrzeichen des Parks.

## Trivia
Der Gantry Park war bislang in drei Filmen zu sehen. Seinen ersten „Auftritt“ hatte der Park im Film München, in dem die Sicht auf Manhattan als letzte Szene des Films diente. Das zweite Erscheinen hatte der Park in Die Dolmetscherin, als Silvia Broome, die von Nicole Kidman gespielt wurde, den Charakter von Sean Penn, Tobin Keller, auf einem Zaun im Park verabschiedet. Das Finale des im Jahr 2003 spielenden Films Madame Web spielt dort und setzt das zu dieser Zeit noch stehende Pepsi-Schild prominent in Szene.
Zudem taucht der Park im Videospiel Grand Theft Auto IV auf.